# 陳思齊
陳思齊（英語：Casper Chan Sze Tsai，1982年5月11日—），原名陳凱怡，香港女演員，為前無綫電視及香港電視女藝員，曾演出多部電視劇。2000年度香港小姐競選參賽者之一。

## 簡介
陳思齊畢業於寶血小學及寶覺中學，其後於香港專業教育學院修讀旅遊文憑，2000年參加香港小姐。參選期間，被傳媒稱作「翻版朱玲玲」，視為備受看好能入三甲的熱門佳麗。陳在準決賽獲得「完美肌膚大獎」並晉身決賽前十二名，但最後大熱倒灶五甲不入。其後簽約香港無綫電視，正式成為藝員，曾主持兒童節目、旅遊節目、綜藝資訊節目及演出多部電視劇，除此之外更為多個商場宣傳活動擔任司儀工作，於2003年獲委任為TVB兒童節大使及K-100新人類。 陳曾被指樣貌酷似演員文頌嫻， 而二人亦曾於2004年無綫電視劇《足秤老婆八両夫》中合作。
陳思齊演技方面都獲得好評，包括《皆大歡喜》中的宮女牡丹、《足秤老婆八両夫》中的麥守珠、《學警雄心》的姚玲玲（粗Ling）、《老婆大人》、《老婆大人II》里的葛寶貝（Bobo）、《我的野蠻奶奶》的關靈珊、《法證先鋒》的余澤美（Ella）、《搜神傳》的野蠻千金蔣倩、《碧血鹽梟》中的胡亭嫣、《九江十二坊》的梁秀玉以及《結·分@謊情式》的林秀彤（April）等等角色。
陳思齊於2013年5月，結束與無綫電視12年之賓主關係，並轉投香港電視網絡，《神探高倫布》和《巨輪》是其在無綫電視的告別作。陳思齊在港視首部出演的劇集是《大众情性》，於2014年2月開拍。
目前，陳思齊已經淡出娛樂圈，轉行任職音樂治療及香薰按摩師。
而在2025年3月尾，陳思齊加入前TVB藝人蔡淇俊所建立的品牌團隊～蔡生寶品，在廣東省佛山禪城創意產業園做擺攤直播帶貨，銷售該團隊推出的產品。

## 演出作品

### 電視劇（無綫電視）
| 首播   | 劇名               | 角色                 |
| 2001年 | FM701              | 女售貨員/伴唱女郎    |
| 2002年 | 紅衣手記           | 盧布布               |
| 2002年 | 皆大歡喜           | 牡 丹                |
| 2002年 | 流金歲月           | 律師樓文員           |
| 2003年 | 皆大歡喜           | 花店店主             |
| 2003年 | 十萬噸情緣         | 靚 女                |
| 2003年 | 律政新人王         | 樂 雅（Gogo）        |
| 2003年 | 美麗在望           | 記者妹妹             |
| 2003年 | 衝上雲霄           | 湯凱雯(Natalie)      |
| 2003年 | 花樣中年           | 阮伊彤               |
| 2004年 | 翡翠戀曲           | 區小琪               |
| 2004年 | 足秤老婆八両夫     | 麥守珠（冬梅）       |
| 2005年 | 學警雄心           | 姚玲玲（粗Ling）     |
| 2005年 | 老婆大人           | 葛寶貝（Bobo）       |
| 2005年 | 心理心裏有個謎     | 阿Wing               |
| 2005年 | 我的野蠻奶奶       | 關靈珊               |
| 2005年 | 人間蒸發           | 紀琳琳               |
| 2006年 | 法證先鋒           | 余澤美（Ella）       |
| 2006年 | 鳳凰四重奏         | Laura                |
| 2007年 | 迎妻接福           | 賀 喜                |
| 2007年 | 亂世佳人           | 顧愛兒               |
| 2007年 | 學警出更           | 姚玲玲（粗Ling）     |
| 2007年 | 強劍               | 單若男               |
| 2008年 | 當狗愛上貓         | 陳 穎                |
| 2008年 | 搜神傳             | 蔣 倩                |
| 2008年 | 溏心風暴之家好月圓 | Tracy                |
| 2008年 | 少年四大名捕       | 江小透               |
| 2008年 | 珠光寶氣           | 關 靜                |
| 2009年 | 學警狙擊           | 姚玲玲（粗Ling）     |
| 2009年 | 老婆大人II         | 葛寶貝（Bobo）       |
| 2009年 | ID精英             | 何惠珠               |
| 2009年 | 碧血鹽梟           | 胡亭嫣（四小姐）     |
| 2009年 | 有營煮婦           | Ada                  |
| 2010年 | 談情說案           | Wendy                |
| 2010年 | 公主嫁到           | 美 景                |
| 2010年 | 刑警               | Dry                  |
| 2011年 | 隔離七日情         | 葉翠玲               |
| 2011年 | 洪武三十二         | 秋 月                |
| 2011年 | 點解阿Sir係阿Sir   | 阮秀慧               |
| 2011年 | 花花世界花家姐     | 司空敏慧             |
| 2011年 | 誰家灶頭無煙火     | 護 士                |
| 2011年 | 九江十二坊         | 梁秀玉               |
| 2011年 | 荃加福祿壽探案     | 梭芙梨               |
| 2011年 | 結·分@謊情式       | 林秀彤（April）      |
| 2011年 | 萬凰之王           | 劉佳·馥馨（青年）    |
| 2012年 | 東西宮略           | 楚妃子               |
| 2012年 | 耀舞長安           | 綾                   |
| 2012年 | 拳王               | CID                  |
| 2012年 | 衝呀！瘦薪兵團     | 李佩露（BoBo）       |
| 2012年 | 回到三國           | 假九天玄女（第25集） |
| 2012年 | 巴不得媽媽...      | 公 關                |
| 2012年 | 愛·回家 (第一輯)   | Bell（第133集）      |
| 2012年 | 法網狙擊           | 文 英（青年）        |
| 2013年 | 戀愛季節           | 麥潔瑛（Kitty）      |
| 2013年 | 仁心解碼II         | May（第9－10集）     |
| 2013年 | 神探高倫布         | 賈燕芬               |
| 2013年 | 巨輪               | 苗希雯               |

### 電視劇（香港電視）
| 首播   | 劇名           | 角色         |
| 2014年 | 選戰           | Eva          |
| 2015年 | 我阿媽係黑玫瑰 | Betty        |
| 2015年 | 導火新聞線     | CID          |
| 2015年 | 大眾情性       | Toby         |
| 2015年 | 歲月樓情       | 護 士        |
| 2015年 | 末日+5         | 化妝店售貨員 |

### 電視劇（ViuTV）
| 首播   | 劇名              | 角色           |
| 2024年 | 飛黃騰達 (電視劇) | 蔡逸曦母親阿菜 |

### 節目主持（無綫電視）
- 2001年：《康泰最緊要好玩》
- 2002年：《開心小跳豆》（兒童節目）
- 2004年：《開心俱樂部》
- 2004年：《米蘭站特約：名牌購物新潮代》
- 2007年：《人傑地靈》

### 電視劇（邵氏兄弟）
- 2018年：《守護神之保險調查》飾 林泉洋

### 其他演出（無綫電視）
- 2002年：《智在必得》（遊戲節目） - 獎品小姐
- 2003年：《TVB兒童節2003》 - 兒童節大使

### 主持活動
- 2004年：房屋署 - 繪蛋復活添姿彩
- 2005年：Looney Tunes 卡通巨星冬日開心大派對
- 2005年：迪士尼奇妙魔法聖誕 - 迪士尼美語世界講故事
- 2005年：葵芳新都會廣場 - 夢幻公主迎聖誕
- 2005年：麥當勞Halloween我至叻扮鬼扮馬頒獎禮
- 2006年：奧海城夏日甜心小寶寶
- 2006年：DKNY & 兒童心臟基金義賣活動
- 2006年：麥當勞與迪士尼美語世界合辦-願望繽紛嘉年華
- 2008年：BMA 時來運到簽唱會

### 微電影
- 2015年（HKTV X EQ:IQ）：《La Coulerur》飾 Sally

### MV
- 北風（劉日曦）
- 無賴（鄭中基）
- 心軟（李逸朗）
- 大雄（古巨基）
- 洗剪吹（吳浩康）
- 你想我點（蕭正楠）
- 簡單而隆重（Shine）
- 娛樂你朋友（方力申）
- 他喜歡的是你（梁詠琪）
- TVB 資訊文教科賀年歌（TVB 資訊及兒童節目主持）
- WaLa WaLa闖世界（陳思齊、張美妮、黃泆潼）

### 歌曲
- 單飛旅程（美兆傢俬廣告插曲）
- WaLa WaLa闖世界（與張美妮、陳玟希及黃泆潼組成Travel 4 Super Girls合唱）
- 飘風急雨

## 廣告/代言
- 2002年：SQ2 瘦身物語
- 2002年：燕山牌龜苓膏
- 2003年：中銀信用卡(美心酒樓) BOC Credit Card (Maxim Resturant)
- 2003年：中銀信用卡(實惠家庭用品)/ BOC Credit Card (Pricerite)
- 2004年：快圖美數碼產品 / Fotomax
- 2005年：沖涼瘦
- 2005年：Maxxa美兆傢俬廣告(國內) / Maxxa Furniture (China)
- 2006年：Fit型堂 (代言人) / Fit and Chic (spokeswoman)
- 2012年：Eternal Care（代言人）

## 獎項
- 2000年：香港小姐競選 - 「完美肌膚大獎」

## 外部連結
- 陳思齊-我的藝術家官方空間(Blog)（页面存档备份，存于）
- 陳思齊的新浪微博
- 陳思齊影迷會的新浪微博